# Греція на літніх Олімпійських іграх 1952
Греція на літніх Олімпійських іграх 1952 не виборола жодної медалі.